# Esta Noche
«Esta Noche» es una canción de la rapera estadounidense Azealia Banks de su mixtape Fantasea (2012). Se suponía que «Esta Noche» sería lanzado como sencillo el 25 de septiembre de 2012, pero el productor Munchi detuvo el lanzamiento antes de que fuera lanzado en iTunes, alegando que Banks tomó su instrumental sin su permiso. Más tarde, Banks le ofreció 25 000 dólares y una disculpa pública, que él rechazó.

## Video musical
El 11 de septiembre de 2011, Banks anunció que filmaría el vídeo musical de la canción en Londres. Como la canción no fue lanzada como sencillo, Banks nunca lanzó el video.